# Mixmaster Morris
Mixmaster Morris, de nombre real Morris Gould (nacido en Brighton, Inglaterra, en 1965) es un DJ y productor de música ambient. 

## Biografía
Morris Gould nació en Brighton, creció en Lincolnshire y estudió en Millfield, Somerset, y en el King's College de Londres. A los 15 años fundó un grupo de punk rock llamado The Ripchords, cuyo único disco, un EP titulado Ringing In The Streets que contenía cuatro canciones, fue defendido por John Peel y pronto se agotó.
Desde que se mudó a Londres para estudiar se involucró en la música, dedicándose a pinchar en el Student's Union entre los grupos que hacían conciertos desde aproximadamente 1982.
Una vez que dejó la universidad, comenzó a trabajar como DJ en 1985 con el proyecto "Mongolian Hip Hop Show" en una radio pirata de Londres, donde adoptó por primera vez su apodo Mixmaster Morris tras sugerírselo el directo de la emisora.  Tras un año gestionando un club llamado "The Gift", Morris comenzó a publicar material bajo el seudónimo Irresistible Force en 1987, inicialmente en colaboración con el cantante y compositor de canciones Des de Moor. Se involucró con la emergente escena británica del acid house, tocando en fiestas underground y raves en diferentes puntos del Reino Unido. Tras una actuación con el grupo Psychic TV se convirtió en DJ a tiempo completo junto a The Shamen, tocando con ellos en el popular tour 'Synergy' durante los siguientes dos años.
Su primer álbum como Irresistible Force fue el sencillo I Want To en 1988, pero el éxito le vino gracias a su primer álbum, Flying High, publicado en 1992 en el sello Rising High Records. En 1994 Morris publicó su segundo álbum, Global Chillage, que incluía una portada holográfica. Tras un período de problemas legales, publicó su tercer álbum en Ninja Tune, It's Tomorrow Already.
En 1991 llevó a cabo uno de los primeros discos recopilatorios de música chill out, publicado en beneficio de la organización Campaign for Nuclear Disarmament (CND). Tras este disco le siguió la serie Chillout or Die para el sello Rising High. Posteriormente publicó otras sesiones, entre las que destacan la publicada junto a Alex Patterson para Mixmag.
Desde 1985 ha publicado numerosos remixes, entre los que destacan temas como "Autumn Leaves" para Coldcut. También se ha dedicado al periodismo musical desde los años 1990, ha pinchado en más de 50 países y ha sido residente de diferentes clubs de música electrónica.

## Discografía seleccionada

### Como Mixmaster Morris
- Mixmag Live! Vol. 9 (1996 )
- The History Of Mixmag Live - 3 (Volumes 009/011/013) (1997)
- Quiet Logic (1998)
- Abstract Funk Theory (2000
- Ambient Meditations 4 - God Bless The Chilled (2002)

### Como The Irresistible Force
- I Want To / Guns (1988)
- Space Is The Place (1991)
- Flying High (1992)
- Underground EP (1992)
- Global Chillage (1994)
- Waveform / Natural Frequency (1995)
- It's Tomorrow Already (1998)
- Nepalese Bliss (Maxi) (1998)
- Fish Dances (1999)

### Como Mix Master Morris
- Cut The Crap (1996)